# 王三接 (嘉靖乙未進士)
王三接（1507年—？），字汝康，直隸蘇州府崑山縣軍籍太倉州人，明朝政治人物。

## 生平
光州知州王三錫之弟。嘉靖十三年（1534年）應天府鄉試第六十六名舉人。嘉靖十四年（1535年）中式乙未科會試第二百五十二名，登第三甲第一百二十八名進士。授长垣县知县，调浙江景宁县，迁南京礼部主事，历员外、郎中，出为柳州知府。调知澂江府，迁河东都转运使，嘉靖三十五年正月以考察閑住。

## 家族
曾祖王訓，曾任壽官；祖父王恢，曾任承事郎；父王時暘，聽選監事，封南京禮部祠祭司主事；母顧氏。具慶下。從兄王任用（貢士）；兄王三錫（進士、光州知州）。弟王三顧、王三聘、王三重。妻歸淑靜，為歸有光之姐。